# Hide Your Face
Hide Your Face è il primo album solista di Hide, chitarrista degli X Japan, pubblicato nel 1994 dalla Sony Records. La maschera presente sulla copertina è stata disegnata da H.R.Giger.

## Tracce
1. Psychommunity - 4:03 (hide)
2. Dice - 3:02 (hide - hide)
3. Scanner - 3:22 (hide - hide)
4. Eyes love you  T.T. VERSION - 5:58 (hide - hide)
5. D.O.D. (drink or die) - 2:17 (YUKINOJO MORI - hide)
6. Crime of Brenn St. - 1:16 (hide)
7. Doubt  REMIX VERSION - 4:59 (hide - hide)
8. A story - 3:12 (hide - hide)
9. Frozen bug '93  DIGGERS VERSION - 4:43 (hide - M･A･S･S)
10. T.T. groove - 0:30 (hide)
11. Blue sky complex - 5:32 (hide - hide)
12. Oblaat  REMIX VERSION - 4:44 (hide - hide)
13. Tell me - 4:45 (hide - hide)
14. Honey blade - 4:31 (hide - hide)
15. 50% & 50%  CRYSTAL LAKE VERSION - 5:30 (hide - hide)
16. Psychommunity exit - 16:05 (hide)

## Formazione
- Hide - voce e chitarra (Tutte le tracce)
- Terry Bozzio - batteria (Tracce 2, 4, 10, 11, 14)
- T.M.Stevens - basso (Tracce 2, 4, 10, 11, 14)
- Jerry Hey - corno (Traccia 11)
- Gary E.Grant - corno (Traccia 11)
- William F.Reichenbach - corno (Traccia 11)
- Neil Larsen - organo (Traccia 11)
- Maxine Waters - coro (Traccia 11)
- Julia Waters - coro (Traccia 11)
- Carmen Twillie - coro (Traccia 11)
- Byron Berline - Fiddle (Traccia 15)
- Rich "Korede-linoda" Breen - Rhodes (Traccia 6)
- Junji Ikehata - batteria (Traccia 15)
- Mitsuko Akai - batteria (Tracce 8, 13)
- Toshihiro Nara - basso (Traccia 15)
- Michiaki Suzuki - basso (Traccia 12)